# Hódmezővásárhely (distrikt)
Hódmezővásárhely är ett distrikt i Ungern. Det ligger i provinsen Csongrád-Csanád, i den centrala delen av landet, 160 km sydost om huvudstaden Budapest.